# لکه: آتش
لکه: آتش (به هندی: Daag) فیلمی محصول سال ۱۹۹۹ و به کارگردانی راج کانوار است. در این فیلم بازیگرانی همچون سانجی دات، چاندراچور سینگ، ماهیما چودری، شاکتی کاپور، راج بابار و جانی لور ایفای نقش کرده‌اند.